# Liste der britischen Hochkommissare in Jamaika
Die Liste der britischen Hochkommissare in Jamaika bietet einen Überblick über die Leiter der britischen diplomatischen Vertretung in Jamaika seit der Aufnahme diplomatischer Beziehungen im Zuge der jamaikanischen Unabhängigkeit 1962. 
| Amtszeit    | Name                     | Anmerkung     |
| ----------- | ------------------------ | ------------- |
| 1962 – 1965 | Alexander Morley         | Hochkommissar |
| 1965 – 1970 | James Dalton Murray      | Hochkommissar |
| 1970 – 1973 | Noel Larmour             | Hochkommissar |
| 1973 – 1976 | John D. Herring          | Hochkommissar |
| 1976 – 1981 | John Kenneth Drinkall    | Hochkommissar |
| 1982 – 1984 | Barry Granger Smallman   | Hochkommissar |
| 1984 – 1987 | Martin Reid              | Hochkommissar |
| 1987 – 1989 | Alan Jeffrey Payne       | Hochkommissar |
| 1989 – 1995 | Derek Francis Milton     | Hochkommissar |
| 1995 – 1999 | Anthony Richard Thomas   | Hochkommissar |
| 1999 – 2002 | Anthony Francis Smith    | Hochkommissar |
| 2002 – 2005 | Peter Mathers            | Hochkommissar |
| 2005 – 2009 | Jeremy Michael Cresswell | Hochkommissar |
| 2010 – 2013 | Howard Drake             | Hochkommissar |
| 2013 – 2017 | David Fitton             | Hochkommissar |
| 2017 –      | Asif Ahmad               | Hochkommissar |